# San Martino de' Calvi
San Martino de' Calvi era il nome di un comune italiano, esistito dal 1927 al 1956.

## Storia
Il comune di San Martino de' Calvi fu istituito nel 1927 dalla fusione dei comuni di Lenna, Moio de' Calvi, Piazza Brembana e Valnegra.
Il comune di San Martino de' Calvi venne soppresso nel 1956, con la ricostituzione dei comuni preesistenti.